# Valderice
Valderice er en italiensk by (og kommune) i regionen Sicilien i Italien, med omkring 11.480(2023) indbyggere.  